# 哈里·穆里施
哈里·库特·维克托·穆里施（荷蘭語：Harry Kurt Victor Mulisch，1927年7月29日—2010年10月30日），荷蘭作家，出版超過 30 部小說、戲劇、隨筆、詩集與哲學反思。與赫拉德·雷夫、威廉·弗雷德里克·赫尔曼斯合譽為戰後荷蘭文學三巨頭（De Grote Drie)）。
穆里施的雙親是來自奧地利的移民，父親是日耳曼人，母親是猶太人，加上在二戰期間成長的背景，種族矛盾與戰爭深深影響著穆里施的寫作作品。1947年穆里施發表了第一篇故事《委員會》（De kamer），1952年出版了第一部長篇小說《阿奇博爾德·舒特羅哈爾姆》（archibald strohalm），直至2001年最後一本長篇小說《齊格弗里德》（Siegfried），2004年最後一篇文章《關於死亡的笑話》（Anekdoten rondom de dood），共發表了 30 部小說、8 部戲劇、10 部詩集、以及為數很多的其他類型文章。
穆里施1982年發行的長篇小說《暗殺》（De Aanslag），改編拍攝成1986年發行的荷蘭語同名電影，獲得當年度金球獎和奥斯卡最佳外語片獎。